# 柴爾德岩
67°26′S 63°16′E / 67.433°S 63.267°E
柴爾德岩（英語：Child Rocks）是南極洲的岩群，位於麥克羅伯特森地，屬於羅賓遜島群的一部分，處於安德爾森島以西4公里，由挪威製圖師根據該國探險隊的空中照片繪入地圖。